# Ламбер Тауншип (округ Камерон, Пенсільванія)
Ламбер Тауншип (англ. Lumber Township) — селище (англ. township) в США, в окрузі Камерон штату Пенсільванія. Населення — 182 особи (2020).

## Демографія
Згідно з переписом 2010 року, у селищі мешкало 195 осіб у 89 домогосподарствах у складі 65 родин. Було 403 помешкання
Расовий склад населення:
| - 97,9 % — білих - 0,5 % — азіатів |

До двох чи більше рас належало 1,5 %. Частка іспаномовних становила 0,5 % від усіх жителів.
За віковим діапазоном населення розподілялося таким чином: 12,3 % — особи молодші 18 років, 63,1 % — особи у віці 18—64 років, 24,6 % — особи у віці 65 років та старші. Медіана віку мешканця становила 54,9 року. На 100 осіб жіночої статі у селищі припадало 107,4 чоловіків;  на 100 жінок у віці від 18 років та старших — 106,0 чоловіків також старших 18 років.
Середній дохід на одне домашнє господарство  становив 53 573 долари США (медіана — 51 250), а середній дохід на одну сім'ю — 59 330 доларів (медіана — 60 938). За межею бідності перебувало 10,3 % осіб, у тому числі 20,0 % дітей у віці до 18 років та 11,9 % осіб у віці 65 років та старших.
Цивільне працевлаштоване населення становило 77 осіб. Основні галузі зайнятості: виробництво — 32,5 %, освіта, охорона здоров'я та соціальна допомога — 16,9 %, будівництво — 15,6 %.